# Maltahöhe
Maltahöhe este un oraș din Namibia, situat la 110 km v de Mariental.